# سیارک ۲۷۹۳۸
سیارک ۲۷۹۳۸ (به انگلیسی: 27938 Guislain، نامگذاری:1997JG16) بیست و هفت هزار و نهصد و سی و هشتمین سیارک کشف شده‌است که در ۳ مه ۱۹۹۷ کشف شد.